# 최종인
최종인(崔種仁, 2001년 5월 1일 ~ )은 대한민국의 야구 선수로, 현재 두산 베어스의 투수로 활동하고 있다.